# Lino D'Angiò
Lino D'Angiò, pseudonimo di Pasquale D'Angelo (Napoli, 17 maggio 1965), è un attore, comico, imitatore e presentatore televisivo italiano.

## Carriera
Attore, autore teatrale e televisivo, imitatore, da anni scrive e conduce programmi televisivi e spettacoli teatrali. Il suo primo programma televisivo fu Fischia la notizia con Alan De Luca che andò in onda nel 1995 su Canale 21, ma il primo grande successo è stato "TeleGaribaldi", condotto sempre in coppia con Alan De Luca tra il 1996 e il 1998 sull'emittente Teleoggi-Canale 9. Questa fortunata trasmissione è in breve diventata un vero e proprio cult in Campania e ha lanciato negli anni -anche dopo l'abbandono di D'Angiò e De Luca- diversi giovani comici napoletani tra cui Biagio Izzo, Rosaria De Cicco, Rosalia Porcaro, I Ditelo voi, Lisa Fusco, Antonio e Michele, Alessandro Siani.
In teatro, dopo il successo televisivo di Telegaribaldi, ha ottenuto numerose repliche e migliaia di spettatori con gli spettacoli "Natale in casa Bassolindo" e "Spasso dopo spasso in casa Bassolindo", "Giallo comune". Altri spettacoli teatrali sono: Il Codice D'Angiò, Faccio...Piazza pulita, Da grande voglio fare il Sindaco, Revolushow.
Dopo la fortunata esperienza di TeleGaribaldi, Lino D'Angiò ideò il programma su Canale 34 Telenapoli Avanzi Popolo!, nel 1999 e nel 2000 sempre con grande successo di ascolti e critiche, condotto sempre in coppia con Alan De Luca. Intanto, nell'autunno del 1998, prese parte, insieme con De Luca, al programma di Raidue La posta del cuore condotto da Sabina Guzzanti.
Nel 2000, tuttavia, Lino D'Angiò e Alan De Luca si separarono artisticamente (ripresero a lavorare insieme solo nel 2008). In seguito alla separazione dal suo collega, Lino D'Angiò è stato autore e conduttore di altri programmi come "Avanzi Popolo! - The Original" (in onda nel 2001 su Telecapri), "Facciamo ...Piazza pulita" con Loredana Lecciso, "Il codice D'Angiò", "BELL&POK", "Piacere D'Angiò" ed altri. Ha condotto, inoltre, un TG satirico dal titolo "edizione straNordinaria" tutti i giorni su varie emittenti campane dove interpreta tutti i personaggi dell'attualità, dando così un'informazione sui fatti realmente accaduti, ma visti da un occhio ironico.Collabora con il quotidiano Repubblica dove tiene una sua rubrica sul web dal titolo TG D'Angiò.
Ha lavorato inoltre come inviato a varie puntate del programma "Striscia la notizia "su Mediaset, e ha partecipato ad alcune puntate di "Quelli che il calcio".
Svariati sono i personaggi interpretati da D'Angiò come imitatore, tra cui il presidente della Campania Antonio Bassolino (chiamato Bassolindo), il card. di Napoli Crescenzio Sepe, il sindaco di Napoli De Magistris, il presidente del calcio Napoli Aurelio De Laurentiis, Mister Maurizio Sarri, Mister Carlo Ancelotti, Mario Merola, Nino D'Angelo, Enzo Avitabile, lo scrittore Maurizio Di Giovanni, Papa Francesco, Giorgio Napolitano, Silvio Berlusconi, Matteo Renzi, Umberto Bossi, Maurizio Costanzo, Bruno Vespa, Vittorio Feltri, Massimo Ranieri ed il cartomante Gennaro D'Auria. Tanti altri personaggi sono puramente di fantasia come il parcheggiatore abusivo Geppino Palla da Ercolano.
È stato regista, sceneggiatore e attore, nel film Non lo sappiamo ancora del 1999, prodotto da Rodeo Drive in collaborazione con la Rai.
Dalla fine del 2008 al maggio del 2009 ha condotto, nuovamente in coppia con Alan De Luca, la settima edizione di TeleGaribaldi, ancora su Canale 9.
Nel 2017 conduce, ancora una volta con Alan De Luca, un programma autoprodotto intitolato Made in China, dalla struttura simile a Telegaribaldi.
Nel 2020 conduce sul web durante il lockdown dovuto alla diffusione in Italia di COVID-19 il programma L'Aperitivo, con sigla a cura di Aldolà Chivalà. 
Da ottobre 2020 conduce, ancora una volta con Alan De Luca, il programma Koprifuoco!.

### Personaggi imitati
- Antonio Bassolino, (soprannominato "Bassolindo")
- Vincenzo De Luca
- Silvio Berlusconi
- Aurelio De Laurentiis
- Luigi De Magistris
- Nino D'Angelo
- Mario Merola
- Peppino di Capri
- Bruno Vespa
- Crescenzio Sepe
- Giorgio Napolitano
- Maurizio Sarri
- Carlo Ancelotti
- Gennaro Gattuso
- Sergio Mattarella
- Gigione
- Gennaro D'Auria

### Personaggi interpretati
- Geppino Palla da Ercolano: è un parcheggiatore abusivo interpretato sin dalla prima stagione di TeleGaribaldi
- La maga Titì: parodia di una cartomante televisiva nota in Campania all'epoca, è una maga specializzata nella "cultura angelica", parla un napoletano ibridato con il francese; non esita a tirare dei "bidoni" ai propri clienti. Utilizza frasi ricorrenti come "amore, gioia, tesoro, ci devi cretera".
- Federico, il critico musicale: parodia del critico musicale del Mattino Federico Vacalebre, Federico è un critico militante di estrema sinistra, alla scoperta di gruppi musicali alternativi e capace di trovare significati alti (e politicizzati) anche in testi di canzonette come Fin che la barca va. Indossa una t-shirt dove campeggiava la scritta "Dio Che", con chiaro riferimento a Che Guevara.
- Il provveditore Fittizia: Il provveditore agli Studi Fittizia altro non è che l'imitazione del vero Provveditore di Napoli nel 1996, il dottor Fenizia. A causa dei suoi grandi baffi non fa altro che vantarsi ripetendo sempre «e comm' so bello». È un personaggio molto attento all'immagine, veste sempre in rigoroso grembiule blu scolastico e nutre una sviscerata antipatia per gli alunni che marinano gli studi.